# قتل نیکولاس گرین
نیکولاس گرین (انگلیسی: Nicholas Green; ۹ سپتامبر ۱۹۸۷ – ۱ اکتبر ۱۹۹۴) یک پسر بچه آمریکایی بود که در حالی که تعطیلات خود را با خانواده‌اش در جنوب ایتالیا سپری می‌کرد در یک اقدام به سرقت ماشین در شب ۲۹ سپتامبر ۱۹۹۴ در سن ۷ سالگی به ضرب گلوله کشته شد. دزدان به اشتباه تصور می‌کردند ماشین آن‌ها حامل طلا و جواهرات است. زمانی که نیکلاس درگذشت، پدر و مادر او تصمیم گرفتند اندام‌های او را اهدا کنند. پنج نفر از او اندام‌های اصلی بدن گرفتند و دو نفر نیز پیوند قرنیه دریافت کردند.
این واقعه از آن روی تعجب‌برانگیز است که خانواده گرین به خاطر کشته شدن فرزندشان در ایتالیا کینه‌ای از ایتالیایی‌ها به دل نگرفته و اعضای بدن نیکولاس را به هم‌وطنان قاتلان وی هدیه کردند.
این رویداد موجب افزایشی قابل توجه در میزان اهدای عضو در ایتالیا شد. در حالی که در آن زمان، آمار اهدای عضو در ایتالیا نزدیک به صفر بوده و ایتالیایی‌ها چندان با این کار انسان دوستانه آشنا نبودند. این افزایش اهدای عضو در نتیجه کردار خانواده نیکولاس به «اثر نیکولاس» مشهور است.

این رخداد درس‌های بزرگی را در خود نهفته دارد؛ از رفتار و تصمیم معقولانه خانواده گرین در آن زمان که جان انسان‌ها را مقدم بر احساسات خود دانسته و از طرفی کینه‌ای که از سایر مردم ایتالیا به خاطر رفتار چند تن از هم‌وطنان آن‌ها، به وجود نیامد. 

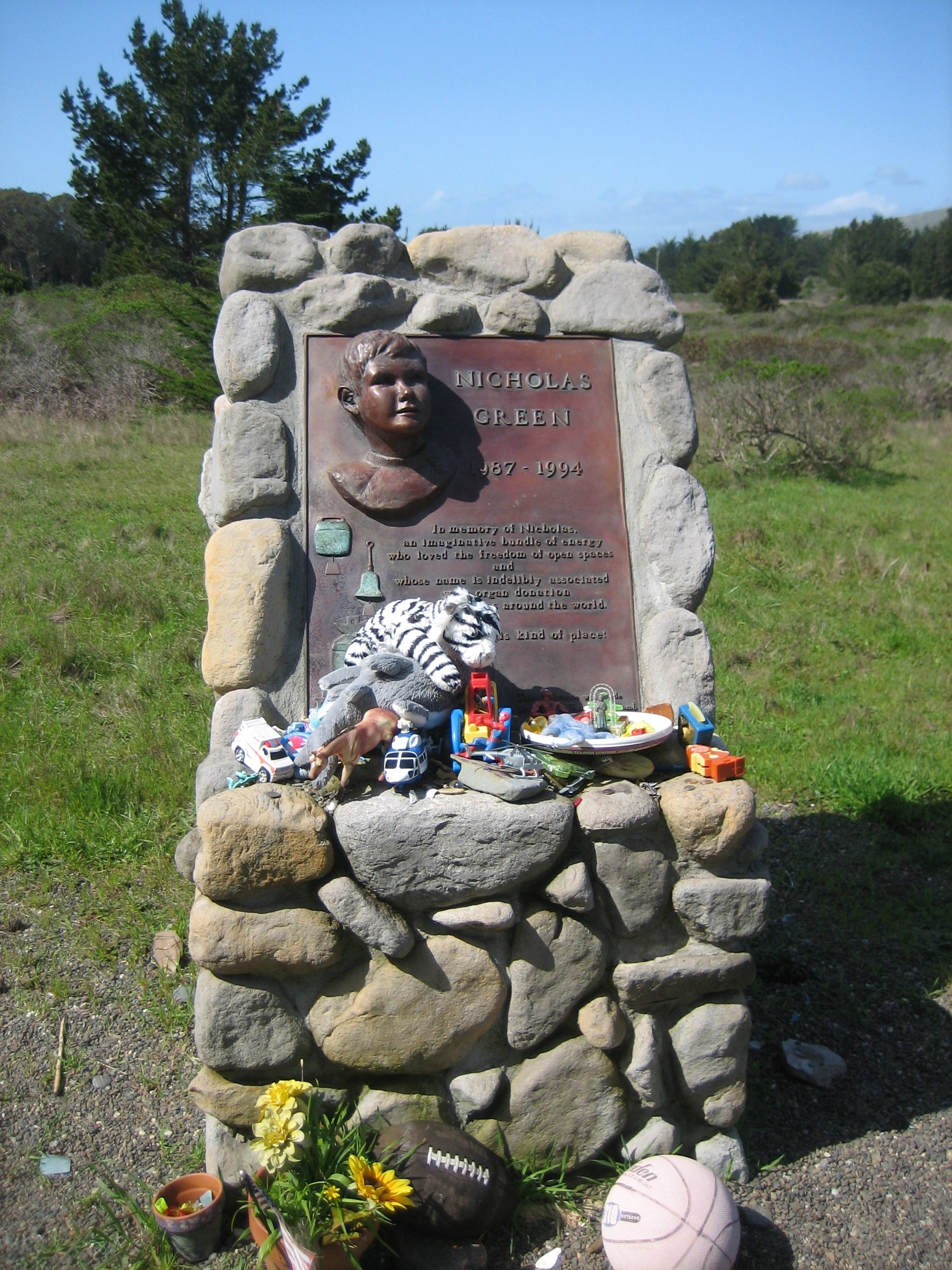
بنای یادبود ساخته برای نیکلاس گرین

## پس از واقعه
در مارس ۱۹۹۶ خانواده گرین یک دوقلو به دنیا آوردند؛ یک دختر به نام لورا و یک پسر به نام مارتین. با از دست دادن نیکلاس، خانواده گرین از حامیان جدی اهدای عضو شدند و طی سفر به سراسر جهان به گسترش پیام خود و جمع‌آوری کمک مالی و بیان داستان خود پرداختند.

## یادبودها
یک بنای یادبود به شکل برج ناقوس (برج ناقوس کودکان) در خلیج بودگا به یادبود نیکلاس گرین با استفاده از بیش از ۱۴۰ زنگ ساخته شده که افراد، خانواده‌ها، مدارس و کلیساها از سراسر ایتالیا آن‌ها را به طور مجزا اهدا کرده‌اند. این بنای تاریخی در محلی که در آن نیکلاس و خانواده اش تعطیلات تقریحی خود را می‌گذراندند ساخته شده و تبدیل به یک مکان زیارتی و یک جاذبه توریستی شده است. ناقوسی که در مرکز نصب شده توسط پاپ ژان پل دوم اهدا شده است.

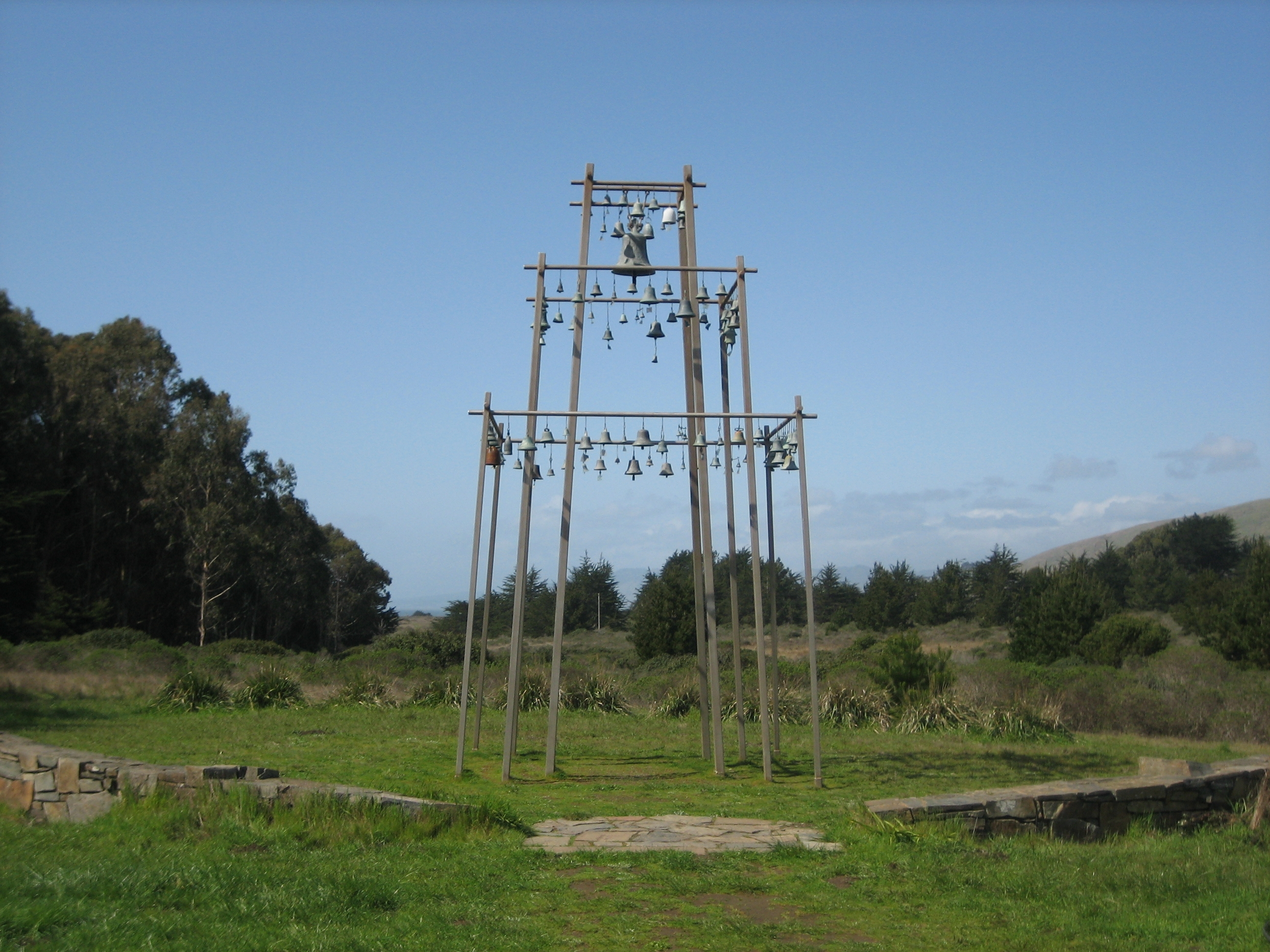
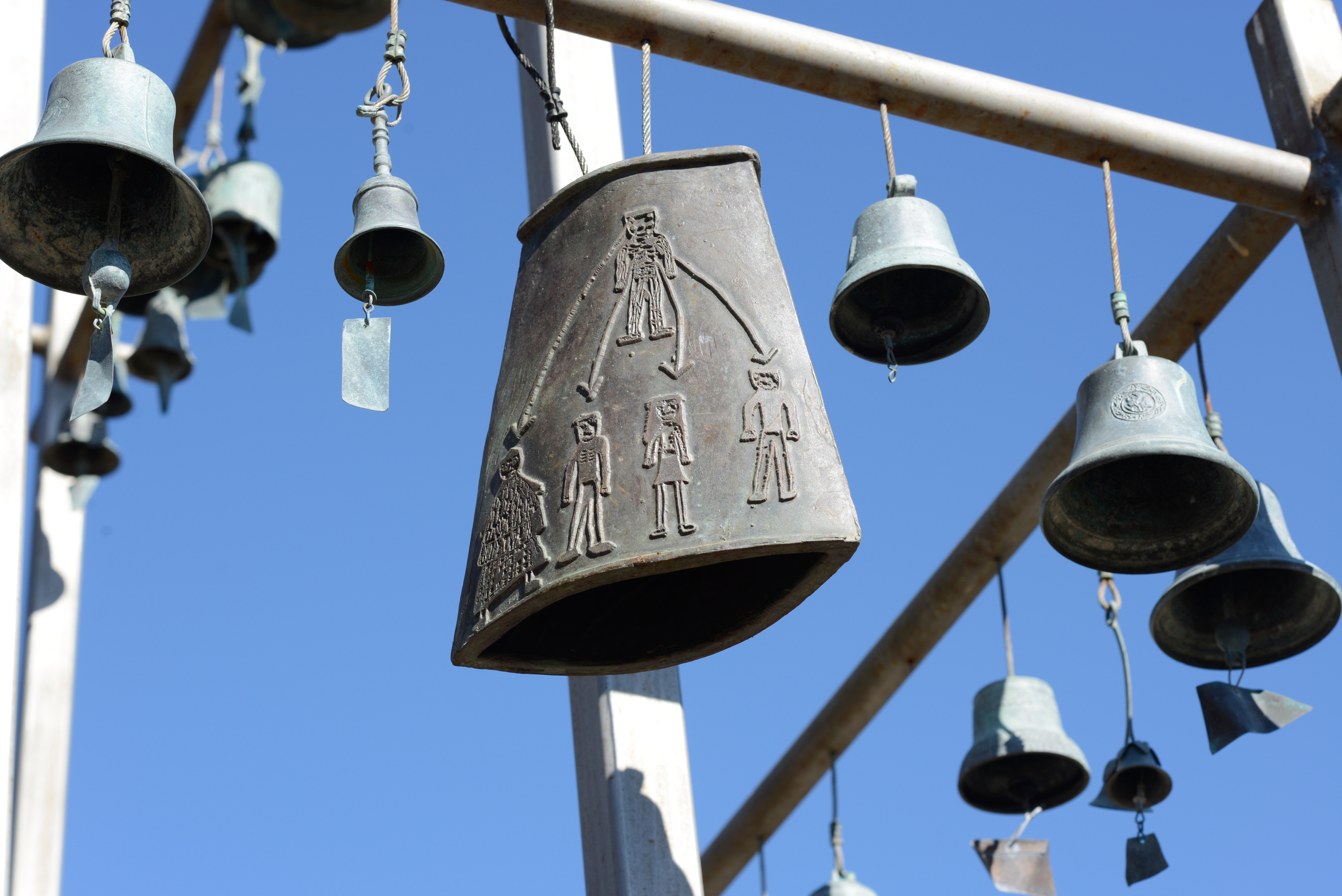

پس از این حادثه چندین مدرسه، خیابان، باغ و میدان در شهرهای ایتالیا به افتخار او به نام نیکلاس گرین ساخته یا تغییر نام داده شده‌اند.

## فیلم
در سال ۱۹۹۸ یک فیلم تلویزیونی بنام هدیه نیکلاس با بازی جیمی لی کرتیس و آلن بیتس بر اساس این رویداد ساخته شد.
این فیلم در سال ۱۳۷۸ با مدیریت بهرام زند به زیان فارسی دوبله و بارها از تلویزیون ایران پخش شد.